# Zhang Jingwu
Zhang Jingwu, född 3 september 1906 i Yanling, Hunan, död 27 oktober 1971, var en kinesisk kommunistisk politiker och generallöjtnant.
Zhang gick med i Kinas kommunistiska parti 1930 och deltog i Långa marschen. Han deltog i införlivandet av Tibet i Folkrepubliken Kina och var partisekreterare där mellan mars 1952 och augusti 1965.
När kulturrevolutionen började var han ställföreträdande chef för Centralkommitténs avdelning för enhetsfronten. Efter 1966 kom han att utsättas för svår förföljelse och avled 1971 på grund av misshandel i Qinchengfängelset.